# Lamarthe
 (novembre 2019).
Lamarthe est une marque de maroquinerie d'origine Française fondée en 1930 par Alfred Lamarthe. Il est alors le premier maroquinier à utiliser la fermeture éclair sur du cuir[réf. souhaitée].

## Historique
L'entreprise est fondée par Alfred Lamarthe dans les années 1930. En 2004, les parts de la société sont reprises par 3 entrepreneurs italiens qui fin 2006, annoncent souhaiter monter en gamme vers des produits plus luxueux et se diversifier. Entre 2007 et 2009, le chiffre d'affaires plonge. En 2010, Lamarthe est placée en redressement judiciaire puis en liquidation avant sa reprise par l'entreprise italienne Sergiolin et, malgré les difficultés, le chiffre d'affaires remonte. En 2013, un autre groupe, Verotrade, rachète la marque à Sergiolin et souhaite une fois encore remonter en gamme. Verotrade, entreprise du groupe Bensoussan, est alors propriétaire des griffes Pascal Morabito, Manoukian, Steve Madden et Jean-Louis Scherrer.

## Propriétaire actuel de la marque
En 2020, la marque appartient à Winston Group, 903 Dannies Hse 20 Luard Rd, Wan Chai, Hong Kong.